# Elsbeth van Rooy-Vink
Elsbeth van Rooy-Vink (Wijk en Aalburg, 25 januari 1973) is een Nederlands wielrenster.
Aanvankelijk was zij actief op de weg en in het veldrijden. In 1991 werd ze wereldkampioene op de weg bij de junioren. In 1992 en 1993 behaalde ze de derde en tweede plaats op het NK op de weg bij de vrouwen. In 1993 won zij een etappe in de Ronde van Frankrijk voor vrouwen en werd ze vijfde in het eindklassement.
In 1998 won zij twee etappes in de Holland Ladies Tour en werd zij verrassend eerste in het eindklassement vóór Leontien Zijlaard-van Moorsel.
Vanaf 1994 maakte ze de overstap naar het mountainbiken cross country. Op dit onderdeel werd ze vijf maal Nederlands kampioene en nam ze deel aan de Olympische Spelen van 1996, 2004 en 2008. Op deze Spelen behaalde ze achtereenvolgens de vijfde, de vijfde en de veertiende plaats op het onderdeel MTB en in 1996 behaalde ze tevens de 28e plaats bij de wegrace.

## Erelijst
1991
Wereldkampioene junioren, meisjes
1992
2e bij het NK veldrijden
1993
3e bij het NK op de weg, elite
5e in het eindklassement Ronde van Frankrijk
etappezege in de Ronde van Frankrijk
etappezege in de Tour de l'Aude
etappezege in de EG Tour
8e bij het WK op de weg in Oslo
1994
2e bij het NK op de weg, elite
1995
1e in de Flevotour
3e bij het NK op de weg in Meerssen
1996
2e in de Flevotour
5e bij MTB Olympische Spelen Atlanta
28e in Olympische Spelen, wegwedstrijd, Elite
1997
2e bij het NK MTB in Gulpen
1998
1e bij het NK MTB in Bergschenhoek
1e in de 2e etappe Holland Ladies Tour
1e in de 6e etappe Holland Ladies Tour
1e in het eindklassement Holland Ladies Tour
5e in het WB-eindklassement
2000
3e in het Critérium International Féminin de Lachine
4e bij het EK in Rhenen
2001
2e bij het NK MTB in Groesbeek
2003
1e bij het NK MTB in Zoetermeer
2004
1e bij het NK MTB in Zoetermeer
5e bij MTB Olympische Spelen Athene
2005
2e bij het NK MTB in Zoetermeer
2006
1e bij het NK MTB in Noorbeek
1e bij het NK MTB Marathon in Groesbeek
3e bij het WK MTB Marathon in Bourg d'Oisans
2007
1e in het eindklassement Afxentia Stage Race Larnaca (Cyprus) E1 UCI
1e in de 2e etappe en 3e etappe van idem
2008
1e bij het NK MTB in Oss
14e bij MTB Olympische Spelen Peking

## Ploegen
1995-1998: American Eagle
1999-2001: Specialized
2002: Nationale selectie MTB
2003-2004: Farm Frites-Hartol
2005: Heydens – Ten Tusscher
2006: Shimano
2007-2008: BeOne - Chainreaction-cycles.com